# Temesvarer Zeitung
Temesvarer Zeitung a fost un ziar de limba germană care a apărut la Timișoara în perioada 15 ianuarie 1852 - 24 aprilie 1949.
Publicarea sa a fost inițiată de guvernatorul Voivodinei Sârbești și Banatului Timișan (Serbische Wojwodina und Temescher Banat) și ziarul apărea sub conducerea lui Andreas Blatt. Primul proprietar al ziarului a fost poetul, scriitorul și jurnalistul Karl Nikolaus Hirschfeld. La origine, ziarul avea și funcția de buletin oficial, o parte a cuprinsului fiind rezervată pentru anunțuri și știri oficiale, restul cuprindea corespondențe din străinătate și articole politice, economice și sociale. Deși a fost înființat ca organ al puterii Imperiului Austro-Ungar, ziarul a supraviețuit destrămării acestuia.
Ziarul avea ca subtitlu Organ deutschen Denkens und deutschen Kulturgefühls (organ al gândirii germane și al sentimentului cultural german).
Existase un ziar omonim, „Temeswarer Zeitung”, (înființat în 1784 de tipograful vienez Johann Thomas von Trattner), dar acesta a avut o existență efemeră.
În primii ani, la ziar au colaborat scriitorii Adolf Silberstein, Adolf Sternberg, care a și condus ziarul mai mult de un deceniu, și Armin Barát. Aceștia au publicat o serie de foiletoane, cronici teatrale, eseuri și versuri.
Albert Strasser, care din 1867 era redactor-șef al Temesvarer Zeitung, a înființat în 1868 ziarul concurent Neue Temeswarer Zeitung (Noul ziar timișorean), al cărui redactor a fost până în 1883. Neavând o difuzare supraregională, ziarul și-a încetat apariția în 1884.
În 1869, în Temesvarer Zeitung, a apărut utopia Timișoara în anul 2069, semnată cu pseudonimul Dioscorides. În această scriere science fiction, apărută în foileton în numerele 162, 164, 165, 169 și 180 ale ziarului, autorul – rămas necunoscut – își imaginează, într-o zi toridă de vară, cum va arăta orașul peste două secole, cu diverse utilități care la vremea sa erau doar vise.
În 1912, ziarul s-a unit cu Neue Temesvarer Zeitung, păstrând numele în subtitlu. La 1 octombrie 1912, Anton Lovas (care din 1911 era proprietarul ziarului Neue Temesvarer Zeitung) a preluat redactarea ziarului. El a redactat ziarul în spirit liberal, astfel că sub conducerea sa Temesvarer Zeitung a devenit un ziar modern. La 24 decembrie 1916, Anton Lovas a demisionat din postul de redactor șef (postul fiind preluat de Alexander Mangold), dar și în anii următori a continuat să contribuie activ la redactarea ziarului.
După primul Război Mondial, „Temeswarer Zeitung” a devenit un ziar cu tendințe liberale și cosmopolite.
Între 1927 și 1940, editor-șef al ziarului a fost Josef Gassner.
În ediția jubiliară a ziarului Temesvarer Zeitung, apărută la 25 decembrie 1930 cu ocazia sărbătoririi a 80 de ani de la prima ediție, s-a publicat și un mesaj de felicitare trimis din München de Thomas Mann. Scriitorul elogia munca de informare obiectivă a ziarului care „a mijlocit și a comentat ca organ de gândire și simțământ de cultură germană pe perioada a aproape trei generații istoria contemporană” și i-a transmis „urări cordiale pentru un viitor tot așa de fructuos și onorabil”. În cele 48 de pagini ale acestui număr figurează și alte nume de seamă: Caius Brediceanu, Aurel Cosma, Sever Bocu, Coriolan Baltă, alături de Viktor Orendi Hommenau, Kaspar Muth, Josef Gabriel, Franz Xaver Kappus.
După venirea la putere a lui Hitler, ziarul a relatat despre înființarea lagărelor de concentrare în Germania și despre prigoana rasială a regimului nazist. În perioada dictaturii fasciste și militare a lui Ion Antonescu, apariția ziarului a fost interzisă. A reînceput să apară în toamna anului 1944, transformându-se treptat într-un soi de ziar oficial al noii puteri comuniste, până în 1949, când și-a încetat definitiv apariția, la 24 aprilie.